# Свети Никола (Форт Уейн)
„Свети Никола“ или „Свети Николай“ (на английски: St. Nicholas Orthodox Church) е православна църква в град Форт Уейн, Индиана, Съединенитe американски щати. Църквата е подчинена на Българската Толидска епархия на Православната църква в Америка.

## Местоположение
Църквата е разположена на „Кресънт Авеню“ № 3535.

## История
Енорията е основана в 1947 година. В края на Втората световна война Македонската патриотична организация във Форт Уейн започва усилия за създаване на източно-православна църква. Службите се водят в нов храм на улица „Уорсоу“ от гостуващия архимандрит Кирил Йончев. В първото църковно настоятелство влизат Васил К. Личин, Никола Гулов, Михаил Козмов, Аргир Лебамов, Димитър Лебамов, Аргир Кипров, Васил Ишков, Тома Лазов и Лазар Лайков. Според настоятелството целта на енорията „Свети Никола“ е да „пази и разпространява православната християнска вяра в нейната чистота и цялостност според учението на Нашия Господ Иисус Христос, предадено ни от Свети Апостоли и Отците на Църквата“. В първите няколко години службите са славянски, но по-късно минават на английски език.
В 1956 година в енорията пристига отец Георги Неделков, млад свещеник имигрант от България, който служи 37 години в „Свети Никола“. Отец Неделков започва неделно училище за деца и възрастни, учредява Женско дружество и развива други дейности. Около 1980 година енорията става прекалено голяма за сградата на улица „Уорсоу“ и 12 септември 1983 година е положен основният камък на нова църква и голяма зала на „Кресънт Авеню“ № 3535. Първата Божествена литургия е отслужена от епископ Кирил Йончев на 1 ноември 1983 година.
През декември 1992 година отец Неделков обявява, че ще се пенсионира и е заместван от различни свещеници. През юни 1993 година за енорийски свещеник е назначен отец Брукс (Томас) Ледфорд. През август 2000 година отец Ледфорд заминава за друго назначение, а архиепископ Кирил назначава на негово място отец Дейвид Майнзен.